# Чедиак, Браз
Браз Чедиак (порт.-браз. Braz Chediak; род. 1 июня 1942 года, Трес-Корасойнс) — бразильский актёр, сценарист и кинорежиссёр

.
Чедиак стал известен широкой общественности благодаря сотрудничеству с актёром и режиссёром Аурелио Тейшейрой (1926—1973). Молодой сценарист работал над его фильмами «Na Onda do Iê-Iê-Iê» (1966) и криминальной драмой «Минейриньо живой или мёртвый» (1967) . В 1970 году он адаптировал для постановки новеллу Хосе Мауро де Васконселоса «Моё любимое апельсиновое дерево».
Дебютировав в режиссуре в 1968 году фильмом «Наркоманы» (в создании которого также приняли участие родственники Браза Андрос и Жезуш), после раннего ухода из жизни Тейшейры Чедиак с уверенностью пересел в режиссёрское кресло, в период с 1974 по 1981 годы сняв девять полнометражных кинолент, сценарии к которым он сам и писал.
Имеет ряд публикаций в периодических печатных изданиях Бразилии.
Его рассказ «Немного золота» опубликован в альманахе «Преступление в домашних условиях».
Его роман «Занавес крови» выпущен издательством Mirabolante и имеет большой критический и общественный успех.